# Scopula picta
Scopula picta là một loài bướm đêm trong họ Geometridae.